# Ікскюль-Гільденбанди
Ікскюль-Гільденбанд (
нім. Uexküll-Güldenband; швед. Yxkull-Gyllenband) — шляхетський рід балтійських німців, здебільшого сповідували лютеранство.
Одна гілка цього роду у XVIII ст. поселилась у Вюртемберзі та отримала у 1790 графский титул Священної Римської Імперії. Інша гілка лишилася в Естляндії, яку приєднала Росія у 1721 після перемоги над Швецією згідно Ништадтського мирного договору.
Брали активну участь у розбудові Російської Імперії загалом, та зокрема у Ліфляндії та Естляндії, на території нинішньої Естонії.
Представники роду в Російській Імперії:
- Карл Петрович Ікскуль фон Гільденбанд (1817—1894) — дипломат Російської Імперії, дійсний таємний радник, посол Російської Імперії в Римі. Його дружина: Варвара Іванівна Ікскуль фон Гільденбанд, її зобразив Ілля Рєпін на своїй картині «Дама в червоній сукні»

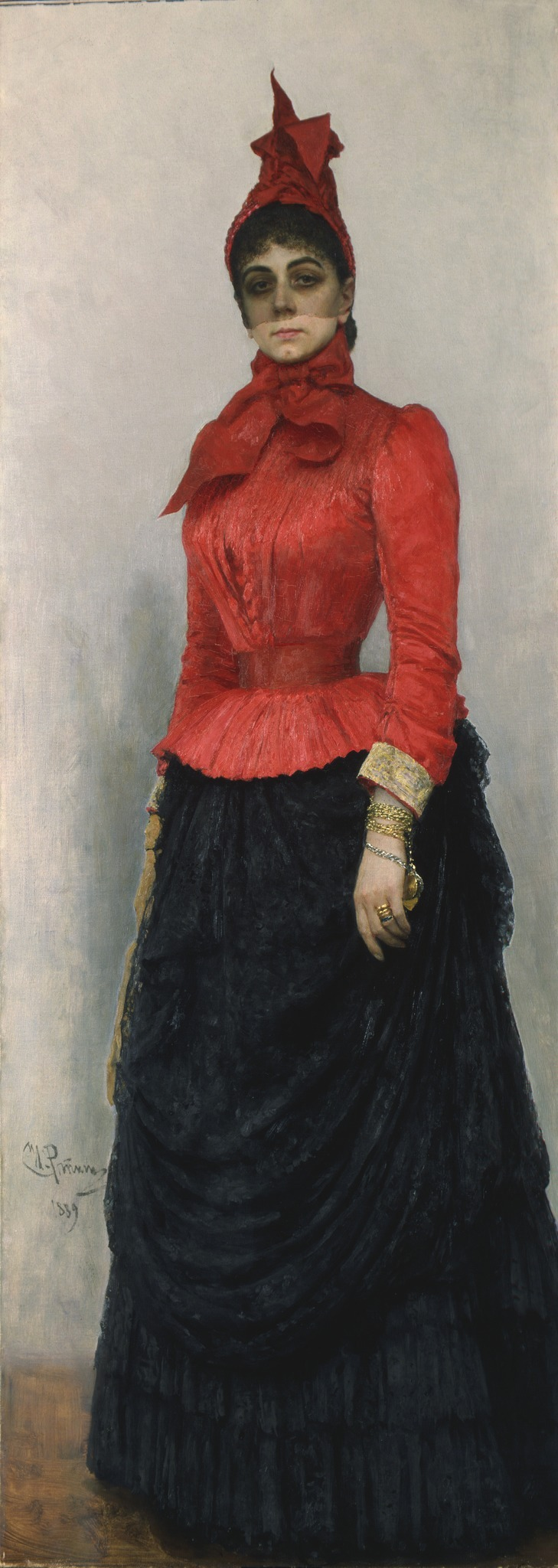
«Дама в червоній сукні» (портрет В. И. Ікскюль фон Гильденбанд, Ілля Рєпін, 1889)

- Олександр Олександрович Ікскуль фон Гільденбандт (1799—1880) — генерал-лейтенант
- Олександр Олександрович Ікскуль фон Гільденбандт (1840—1912) — сенатор, губернатор
- Юлій Олександрович Ікскуль фон Гільденбандт (1852—1918) — державний секретар, дійсний таємний радник.